# 뉴닉
뉴닉(NEWNEEK)은 대한민국의 뉴스 레터 서비스이다. 고슴도치 캐릭터 '고슴이'를 통해 대중과의 소통을 추구했다. 주 3회 (월, 수, 금) 대한민국 내외 언론 기사와 사회 전반의 문제를 정리하여 가입자의 이메일로 송신한다.

## 개요
창업자 김소연, 빈다은은 젊은 세대가 뉴스를 궁금해 하지만 시간이 부족하고, 배경지식이 없어 뉴스를 보지 않는다는 문제점에서 출발했다. 다양한 시사 문제를 이모티콘 사용, 구어체와 속어를 사용하여 설명한다. 2019년 가입자 6만 5000명을 확보했다. 2020년 4월 가입자는 16만 명이 되었다.

## 공식 캐릭터
공식 고슴도치 캐릭터 '고슴이'의 MBTI 성격유형은 재기발랄한 활동가 ENFP이다.